# أندرو شتاينر
أندرو شتاينر (بالإنجليزية: Andrew Steiner)‏ هو مهندس معماري أمريكي، ولد في 22 أغسطس 1908 في دونيسكا ستريدا في سلوفاكيا، وتوفي في 2 أبريل 2009 في أتلانتا في الولايات المتحدة.